# 諾克松山
72°11′S 99°56′W / 72.183°S 99.933°W
諾克松山是南極洲的山峰，位於埃爾斯沃思地的瑟斯頓島，屬於沃克山脈的一部分，在1946年12月由美國海軍拍攝空中照片，現時由南極條約體系管理。